# Ambasada Rwandy w Berlinie
Ambasada Rwandy w Berlinie – misja dyplomatyczna Republiki Rwandy w Republice Federalnej Niemiec.
Ambasador Republiki Rwandy w Berlinie oprócz Republiki Federalnej Niemiec akredytowany jest również w Republice Czeskiej, Księstwie Liechtensteinu, Rumunii, Republice Słowackiej, Węgrzech i na Ukrainie. Do 2021 akredytowany był także w Rzeczypospolitej Polskiej

## Historia
Stosunki dyplomatyczne między Rwandą a Niemcami zostały ustanowione w 1962.